# Cameron Jerome
Cameron Zishan Rana Jerome, noto semplicemente come Cameron Jerome (Huddersfield, 14 agosto 1986), è un ex calciatore inglese, originario di Grenada, di ruolo attaccante.

## Caratteristiche tecniche
Jerome è un calciatore molto forte fisicamente, abile nei colpi di testa, nonostante la stazza è dotato di buona velocità ciò gli consente di agire anche come ala.

## Carriera

### Club
Cresciuto in vari settori giovanili di squadre inglesi minori, matura calcisticamente nella Youth Academy del Middlesbrough, e nel luglio 2003 viene aggregato alla prima squadra. Dopo una stagione trascorsa senza presenze ufficiali, la società lo cede al Cardiff, dove gioca 29 partite in campionato segnando 6 reti. Nella stagione 2005-2006 si rende protagonista con i Bluebirds, giocando 44 partite di Championship segnando 18 reti; realizza il suo primo gol da professionista nella terza giornata di campionato contro il Watford. Durante il campionato, realizza tre doppiette, la prima contro il Wolves, partita terminata 2-2. Le sue prestazioni attirano l'attenzione del Birmingham City, che lo acquista nella sessione di calciomercato estiva per circa 5 milioni di euro. Nella prima stagione nella sua nuova squadra gioca 33 partite segnando 7 reti, e segna il suo primo gol in occasione della trasferta contro il Derby County, incontro terminata 1-2. Al termine della stagione il Birmingham retrocede in Championship, con Jerome che viene confermato. Il club torna immediatamente in Premier League, e lui segna 9 reti in 43 presenze. Nella stagione 2009-2010 totalizza 32 presenze impreziosite da 10 reti. Nella stagione successiva segna 3 reti in 34 presenze, e la sua squadra retrocede nuovamente in Championship. Il 31 agosto 2011 viene acquistato dallo Stoke City e torna così immediatamente a giocare in Premier League. Segna il suo primo gol con la nuova maglia nella partita di Europa League contro la Dinamo Kiev (1-1). Il 2 settembre 2013 passa in prestito al Crystal Palace.

## Statistiche

### Presenze e reti nei club
Statistiche aggiornate al 29 maggio 2023.
| Stagione               | Squadra                | Campionato             | Campionato | Campionato | Coppe nazionali | Coppe nazionali | Coppe nazionali | Coppe continentali | Coppe continentali | Coppe continentali | Altre coppe | Altre coppe | Altre coppe | Totale | Totale |
| Stagione               | Squadra                | Comp                   | Pres       | Reti       | Comp            | Pres            | Reti            | Comp               | Pres               | Reti               | Comp        | Pres        | Reti        | Pres   | Reti   |
| ---------------------- | ---------------------- | ---------------------- | ---------- | ---------- | --------------- | --------------- | --------------- | ------------------ | ------------------ | ------------------ | ----------- | ----------- | ----------- | ------ | ------ |
| 2003-2004              | Middlesbrough          | PL                     | 0          | 0          | FACup+CdL       | 0               | 0               |                    | -                  | -                  |             | -           | -           | 0      | 0      |
| 2004-2005              | Cardiff City           | FLC                    | 29         | 6          | FACup+CdL       | 1+2             | 0+1             | -                  | -                  | -                  | -           | -           | -           | 32     | 7      |
| 2005-2006              | Cardiff City           | FLC                    | 44         | 18         | FACup+CdL       | 1+2             | 1+1             | -                  | -                  | -                  | -           | -           | -           | 47     | 20     |
| Totale Cardiff City    | Totale Cardiff City    | Totale Cardiff City    | 73         | 24         |                 | 6               | 3               |                    | -                  | -                  |             | -           | -           | 79     | 27     |
| 2006-2007              | Birmingham City        | FLC                    | 38         | 7          | FACup+CdL       | 2+4             | 0+2             | -                  | -                  | -                  | -           | -           | -           | 44     | 9      |
| 2007-2008              | Birmingham City        | PL                     | 33         | 7          | FACup+CdL       | 1+0             | 0               | -                  | -                  | -                  | -           | -           | -           | 38     | 7      |
| 2008-2009              | Birmingham City        | FLC                    | 43         | 9          | FACup+CdL       | 1+1             | 0+1             | -                  | -                  | -                  | -           | -           | -           | 45     | 10     |
| 2009-2010              | Birmingham City        | PL                     | 32         | 11         | FACup+CdL       | 4+0             | 0               | -                  | -                  | -                  | -           | -           | -           | 36     | 11     |
| 2010-2011              | Birmingham City        | PL                     | 34         | 3          | FACup+CdL       | 4+4             | 2+0             | -                  | -                  | -                  | -           | -           | -           | 42     | 5      |
| ago. 2011              | Birmingham City        | FLC                    | 1          | 0          | FACup+CdL       | 0               | 0               | -                  | -                  | -                  | -           | -           | -           | 1      | 0      |
| Totale Birmingham City | Totale Birmingham City | Totale Birmingham City | 181        | 37         |                 | 21              | 5               |                    | -                  | -                  |             | -           | -           | 202    | 42     |
| ago. 2011-2012         | Stoke City             | PL                     | 23         | 4          | FACup+CdL       | 4+2             | 2+0             | UEL                | 7                  | 2                  | -           | -           | -           | 36     | 8      |
| 2012-2013              | Stoke City             | PL                     | 26         | 3          | FACup+CdL       | 3+1             | 1+0             | -                  | -                  | -                  | -           | -           | -           | 30     | 4      |
| ago. 2013              | Stoke City             | PL                     | 1          | 0          | FACup+CdL       | 0               | 0               | -                  | -                  | -                  | -           | -           | -           | 1      | 0      |
| Totale Stoke City      | Totale Stoke City      | Totale Stoke City      | 50         | 7          |                 | 10              | 3               |                    | 7                  | 2                  |             | -           | -           | 67     | 12     |
| ago. 2013-2014         | Crystal Palace         | PL                     | 28         | 2          | FACup+CdL       | 1+0             | 0               | -                  | -                  | -                  | -           | -           | -           | 29     | 2      |
| 2014-2015              | Norwich City           | FLC                    | 41+3       | 18+2       | FACup+CdL       | 0+1             | 0+1             | -                  | -                  | -                  | -           | -           | -           | 45     | 21     |
| 2015-2016              | Norwich City           | PL                     | 34         | 3          | FACup+CdL       | 1+0             | 0               | -                  | -                  | -                  | -           | -           | -           | 35     | 3      |
| 2016-2017              | Norwich City           | FLC                    | 40         | 16         | FACup+CdL       | 1+0             | 0               | -                  | -                  | -                  | -           | -           | -           | 41     | 16     |
| 2017-gen. 2018         | Norwich City           | FLC                    | 15         | 1          | FACup+CdL       | 0+2             | 1               | -                  | -                  | -                  | -           | -           | -           | 17     | 2      |
| Totale Norwich City    | Totale Norwich City    | Totale Norwich City    | 130+3      | 38+2       |                 | 5               | 2               |                    | -                  | -                  |             | -           | -           | 138    | 42     |
| gen.-giu. 2018         | Derby County           | FLC                    | 18+2       | 5+1        | FACup+CdL       | -               | -               | -                  | -                  | -                  | -           | -           | -           | 20     | 6      |
| 2018-2019              | Göztepe                | SL                     | 28         | 5          | TK              | 2               | 1               | -                  | -                  | -                  | -           | -           | -           | 30     | 6      |
| 2019-2020              | Göztepe                | SL                     | 22         | 3          | TK              | 2               | 0               | -                  | -                  | -                  | -           | -           | -           | 24     | 3      |
| Totale Göztepe         | Totale Göztepe         | Totale Göztepe         | 50         | 8          |                 | 4               | 1               |                    | -                  | -                  |             | -           | -           | 54     | 9      |
| 2020-2021              | MK Dons                | FL1                    | 34         | 13         | FACup+CdL       | 2+0             | 2               | -                  | -                  | -                  | EFLT        | 2           | 0           | 38     | 15     |
| 2021-2022              | Luton Town             | FLC                    | 31+2       | 3+0        | FACup+CdL       | 3+1             | 1+1             | -                  | -                  | -                  | -           | -           | -           | 37     | 5      |
| 2022-gen. 2023         | Luton Town             | FLC                    | 21         | 0          | FACup+CdL       | 2+1             | 0               | -                  | -                  | -                  | -           | -           | -           | 24     | 0      |
| Totale Luton Town      | Totale Luton Town      | Totale Luton Town      | 52+2       | 3          |                 | 7               | 2               |                    | -                  | -                  |             | -           | -           | 61     | 5      |
| gen.-giu. 2023         | Bolton                 | FL1                    | 10+1       | 0+0        | FACup+CdL       | 0               | 0               | -                  | -                  | -                  | EFLT        | 1           | 0           | 12     | 0      |
| Totale carriera        | Totale carriera        | Totale carriera        | 634        | 140        |                 | 56              | 18              |                    | 7                  | 2                  |             | 3           | 0           | 700    | 160    |

## Palmarès

### Club

#### Competizioni nazionali
- Coppa di Lega inglese: 1

Birmingham City: 2010-2011
- English Football League Trophy: 1

Bolton: 2022-2023